# SEKAI NO OWARI
SEKAI NO OWARI(세카이노 오와리)는 일본의 4인조 록 밴드이다. 줄여서 세카오와라고도 불린다. 2006년에 현재의 편성을 갖추었으며, 2008년에 1대 DJ LOVE가 탈퇴한후 2대 DJ LOVE가 들어옴으로 현재의 멤버를 갖추게 되었다. 2010년 인디즈 앨범 《Earth》를 발매하여 정식으로 인디즈레이블에 데뷔하였다.
일본어 표기인 '世界の終わり 세카이노오와리[*]'로 활동하다가, 2011년 8월부터 알파벳 표기인 'SEKAI NO OWARI'로 변경하면서 메이저데뷔를 하게 된다.

## 구성원
- FUKASE [FUKASE SATOSHI] (본명:후카세 사토시) - 생일:1985년 10월 13일.
- NAKAJIN [NAKAJIMA SHINIJI] (본명:나카지마 신이치) - 생일:1985년 10월 22일.
- SAORI [FUJISAKI SAORI] (본명:후지사키 사오리, 이케다 사오리) - 직업:작가, 생일:1986년 8월 13일, 남편:이케다 다이(일본의 배우, 1986년생, 동갑)
- DJ LOVE - 생일:1985년 8월 23일. 아내:우라 에리카(일본의 배우, 1986년생, 같은그룹 멤버인 후지사키 사오리와 동갑이다.)

## 직책
- 보컬:FUKASE, NAKAJIN
- 작사가:FUKASE
- 작곡가:FUKASE
- 기타:FUKASE, NAKAJIN
- 연출가:FUKASE
- 디자인:FUKASE
- 코러스:NAKAJIN
- 엔지니어링:NAKAJIN
- DJ:DJ LOVE
- 피아노:SAORI
- 건반 악기:SAORI
- 스테이지 프로듀서(무대연출가):SAORI

## 음반 목록

### 싱글
- 〈마보로시노 이노치〉 (幻の命, 2010년)
- 〈텐시토 아쿠마/판타지〉 (天使と悪魔/ファンタジー, 2010년) #1 - 드라마 영능력자 오다기리 쿄코의 거짓 주제가
- 〈Inori〉 (2011년)
- 〈스타라이트 퍼레이드〉 (スターライトパレード, 2011년)
- 〈네무리히메〉 (眠り姫, 2012년)
- 〈RPG> (2013년) #1 - 영화 짱구는 못말려 극장판: 엄청 맛있어! B급 음식 서바이벌! 주제가
- 〈스노우매직판타지〉 (スノーマジックファンタジー, 2014년)
- 〈호노우토모리노카니발〉 (炎と森のカーニバル 불꽃과 숲의 카니발[*], 2014년)
- 〈Dragon Night〉 (2014년)
- 〈ANTI-HERO〉 (2015년) - 진격의 거인 실사판OST
- 〈프레젠토/SOS〉 (プレゼント/SOS 선물/SOS[*], 2015년)
- 〈Hey Ho〉 (Hey Ho/Error, 2016년)
- <RAIN> 메아리와 마녀의 꽃OST (2017년)
- <サザんか> - 평창동계올림픽 NHK 테마곡
- <Sleeping Beauty> - 에픽하이

### 정규 음반
- 《Earth》 (2010년)
- 《Entertainment》 (2012년)
- 《Tree》 (2015년)
- 《eye》 (2019년)
- 《lip》 (2019년)
- 《Chameleon》 (2020년)
- 《SEKAI NO OWARI 2010-2019》 (2021년 예정)